# Acleros
Acleros is een Afrotropisch  geslacht van vlinders van de familie van de dikkopjes (Hesperiidae). Dit geslacht is voor het eerst wetenschappelijk beschreven door Paul Mabille in een publicatie uit 1885.

## Soorten
- A. bibundica Strand, 1912
- A. biguttulus (Mabille, 1889)
- A. bobiri Collins & Larsen, 2008
- A. instabilis Mabille, 1889
- A. leucopyga (Mabille, 1877)
- A. mackenii (Trimen, 1868)
- A. maesseni Berger, 1978
- A. neavei Evans, 1937
- A. nigrapex Strand, 1912
- A. olaus (Plötz, 1884)
- A. placidus (Plötz, 1879)
- A. ploetzi Mabille, 1889
- A. sangoanus (Carcasson, 1964)
- A. sparsum Druce, 1909
- A. staudei Collins & Larsen, 2000
- A. substrigata (Holland, 1893)
- A. togo Grishin, 2023